# Grand Prix de triathlon 1995
Navigation
Grand Prix de triathlon 1996
Le Grand Prix de triathlon 1995 est composée de sept courses organisées par la Fédération française de triathlon (FFTRI). Chaque course est disputée au format sprint soit 750 m de natation, 20 km de cyclisme et 5 km de course à pied. 
| Étapes   | Date                     | Villes    |
| -------- | ------------------------ | --------- |
| 1° étape |                          |           |
| 2° étape |                          |           |
| 3° étape |                          |           |
| 4° étape |                          |           |
| 5° étape | dimanche 22 juillet 1995 | Dunkerque |
| 6° étape |                          |           |
| 7° étape |                          |           |

## Clubs engagés

### Hommes
- E.C. Sartrouville Triathlon
- Racing Club de France
- Poissy Tri Duathon Club
- Triathl'Aix
- TC Boulogne-Billancourt
- TGV Saint-Quentin
- Tricastin TC (Team Assytem tricastin)
- Rennes Triathlon

### Femmes
- TGV Saint-Quentin
- TC Boulogne-Billancourt
- Tricastin TC
- Beauvais Triathlon
- Quimper Triathlon

## Classement général final
| Position | Hommes                | Hommes | Femmes                  | Femmes |
| Position | Équipes               | Points | Équipes                 | Points |
| -------- | --------------------- | ------ | ----------------------- | ------ |
|          | Poissy triathlon      |        | TGV Saint-Quentin       |        |
|          | Triathl'Aix           |        | TC Boulogne-Billancourt |        |
|          | TGV Saint-Quentin     |        | Tricastin TC            |        |
| 4e       | Rennes Triathlon      |        | Beauvais Triathlon      |        |
| 5e       | Racing Club de France |        | Quimper Triathlon       |        |
| 6e       |                       |        |                         |        |
| 7e       |                       |        |                         |        |
| 8e       |                       |        |                         |        |
| 9e       |                       |        |                         |        |
| 10e      |                       |        |                         |        |
| 11e      |                       |        |                         |        |
| 12e      |                       |        |                         |        |
| 13e      |                       |        |                         |        |
| 14e      |                       |        |                         |        |
| 15e      |                       |        |                         |        |
| 16e      |                       |        |                         |        |

## Résultats individuels
| Hommes           |  |  |  |  | Dunkerque |  |  |
| ---------------- |  |  |  |  | --------- |  |  |
| Didier Volckaert |  |  |  |  | 1er       |  |  |

| Femmes     |  |  |  |  | Dunkerque |  |  |
| ---------- |  |  |  |  | --------- |  |  |
| Jenny Rose |  |  |  |  | 1er       |  |  |